# Мирко Сотировић Сотир
Мирко Сотировић Сотир (1916 – 1943) био је грађевинар, учесник Народноослободилачке борбе и народни херој Југославије.

## Биографија
Родио се у сиромашној печалбарској породици 10. новембра 1916. године, у засеоку Мала Река, села Јовановца, код Црне Траве, као посмрче, јер му је отац умро у Бугарској, у заробљеништву, за време Првог светског рата, а мајка се потом преудала. Подигли су га деда и баба, да би у дванаестој години и сам кренуо у печалбу. У Београду га је прихватио стриц Веља Станојевић, грађевински предузимач, и старао се о његовом даљем развоју. Мирко је за неколико година рада на грађевини од обичног радника постао пословођа и надзорник радова. Под стричевим утицајем Мирко постаје близак радничком покрету.
Када је у Црној Трави 1930. године отворена Грађевинско-занатска школа и Мирко се уписује и после шест година је завршава врло добрим успехом. Положивши пријемни испит, уписао је Средњотехничку школу у Београду, но убрзо је напушта и враћа се код свога стрица Веље Станојевића. Касније и сам постаје предузимач.
Када је Краљевина Југославија капитулирала 1941. враћа се у завичај и прикључује борцима против окупатора. У исто време постаје и члан КПЈ. На великом збору омладине црнотравског краја, на Чемернику, 25. јуна 1941. године, позива народ да својим учешћем у борби против окупатора створи врућ терен на овом простору, како се непријатељ ту не би задржао. Црнотравски печалбарски народ масовно се одазива његовом позиву и прикључује партизанима. Мирко је на терену Чемерника имао своју десетину бораца која је била углавном стационирана у шумама Валмишта, изнад Млачишта. У јесен 1941. напушта своју десетину и одлази у Бабички партизански одред који је дејствовао на Бабичкој гори у близини Лесковца и Власотинца.
На пролеће следеће године долази са групом бораца на Чемерник и ту омасовљује ослободилачки покрет, чиме доприноси да се окупаторске јединице на подручју Сурдулице, Власине и Рудника „Мачкатице“ не осећају безбедним. Мирко их је на планинским путевима заседама пресретао, разбијао и пленио им оружје и муницију. Ноћу 13. јануара 1943. године његов Црнотравски партизански одред напада немачку јединицу у Момином Камену, на прузи Ниш – Скопље, експлозивом руши мост преко Мораве, убија бугарске и немачке војнике и плени велику количину експлозива, оружја, муниције и новца. Седамнаестог марта исте године Мирко учествоје у ликвидацији непријатељске посаде и рушењу железничког моста у Врањском Прибоју. Са својом четом, у саставу Другог јужноморавског одреда, 26. априла 1943. године напада варошицу Црна Трава, у којој је ликвидирана злогласна бугарска полиција и чета бугарске фашистичке војске. У борби за Црну Траву Мирко је био тешко рањен. После једномесечног лечења поново се враћа и преузима своју чету. Његова чета потом на подручју планина Стрешер и Бесна Кобила, нападима, непријатељу не да мира.
Када је Црнотравски партизански одред, марта 1943. године, реорганизован у Други јужноморавски одред, Мирко Сотировић задржава своју чету и с њом наставља да напада непријатељска упоришта на врањском терену, Пчињи и Козјаку. Тада његова чета већ прераста у батаљон. Погинуо је 1. јула 1943. године у ликвидацији бугарске полицијске јединице у Дугој Луци, код Врањске Бање, операцији у којој је убијено више од 40 фашиста.
О њему је народ спевао песму, која је за време рата и после ослобођења била популарна у јужној Србији „Мома кроз гору иђаше“.
Указом председника Федеративне Народне Републике Југославије Јосипа Броза Тита, 27. септембра 1953. године, проглашен је за народног хероја.